# Liste der Kulturdenkmäler in Barweiler
In der Liste der Kulturdenkmäler in Barweiler sind alle Kulturdenkmäler der rheinland-pfälzischen Ortsgemeinde Barweiler aufgeführt. Grundlage ist die Denkmalliste des Landes Rheinland-Pfalz (Stand: 12. Juni 2023).

## Einzeldenkmäler
| Bezeichnung                         | Lage                             | Baujahr                            | Beschreibung                                                                                            | Bild                                    |
| ----------------------------------- | -------------------------------- | ---------------------------------- | --- | --------------------------------------- |
| Katholische Pfarrkirche St. Gertrud | Hauptstraße Lage                 | zweite Hälfte des 17. Jahrhunderts | Saalbau, zweite Hälfte des 17. Jahrhunderts, Eingang bezeichnet 1827 (Reparatur)                        | weitere Bilder Fotos hochladen          |
| Kreuze                              | Hauptstraße, bei der Kirche Lage | 17. bis 19. Jahrhundert            | Wegekreuz, bezeichnet 1680; zwei Grabkreuze, 18. Jahrhundert, 1777; gusseisernes Kreuz, 19. Jahrhundert | Fotos hochladen                         |
| Alte Vogtei                         | Hauptstraße 27 Lage              | 1770                               | Krüppelwalmdachbau, bezeichnet 1770                                                                     | Fotos hochladen                         |
| Schulhaus                           | Hauptstraße 38 Lage              | zweite Hälfte des 19. Jahrhunderts | ehemalige Schule, Bruchsteinbau, zweite Hälfte des 19. Jahrhunderts                                     | BW                                      |
| Kreuz                               | nordwestlich von Barweiler       | 1740                               | Kreuz, bezeichnet 1740                                                                                  | Direkt Bild zu diesem Denkmal hochladen |